# Kup kralja Aleksandra 1924
La Kup kralja Aleksandra 1924., in serbo Куп краља Александра 1924. (in italiano Coppa del re Alessandro 1924), fu la prima edizione della Kup kralja Aleksandra, competizione riservata alle rappresentative delle 7 sottofederazioni calcistiche che componevano la Federazione calcistica della Jugoslavia (organizzatrice del torneo) al tempo.
Si disputò dal 24 agosto, con le gare del primo turno, al 5 ottobre 1924, con la finale disputata allo stadio del BSK Belgrado.
La rappresentativa di Spalato era composta esclusivamente dai giocatori del Hajduk. Nella gara dei quarti di finale, lo Zagabria XI era camposto dal HAŠK Zagabria, mentre il Belgrado XI da quelli del SK Jugoslavija.

## Risultati

### Quarti di finale
| Arbitro: | Mirko Benzon (Zagabria) |

|                                                             |           |  |
| Benčić 5’, 68’ A. Bonačić 52’, 85’ M. Bonačić 61’ Radić 89’ | Marcatori |  |

| Arbitro: | Jenő Balázs (Subotica) |

|                            |           |                      |
| Rafaj 53’, 60’ Momirov 63’ | Marcatori | 30’ Vinek ?’ Premerl |

| Arbitro: | Vinko Brkič (Zagabria) |

|                                    |           |                        |
| Kovač 23’ Schaller 51’, 81’ (rig.) | Marcatori | 4’ Jovanović 74’ Đurić |

### Semifinali
| Arbitro: | Branimir Veljković (Belgrado) |

|                            |           |                          |
| Perška 60’, ?’ Mantler 86’ | Marcatori | 26’ Pevalek 46’ Doberlet |

| Arbitro: | Stanojlo Joksić (Belgrado) |

|                     |           |                                                               |
| Beleslin 42’ (rig.) | Marcatori | 39’ Radić 53’ Š. Poduje 56’, 70’ A. Bonačić 71’ (rig.) Benčić |

### Finale
| Arbitro: | Stanojlo Joksić (Belgrado) |

|                                                                                          |            | |
| Mantler 11’ Vinek 25’ R. Hitrec 27’                                                      | Marcatori  | 60’ A. Bonačić 64’ M. Bonačić                                                                       |
| Friedrich Vrbančić Dasović R. Hitrec Rupec V. Götz Babić Vinek Perška Mantler Placeriano | Formazioni | Brajević Rodin Dujmović Kesić Borovčić Kurir V. Poduje Š. Poduje Benčić A. Bonačić M. Bonačić Radić |

## Marcatori
|    | Giocatore     | Squadra    | Reti |
| -- | ------------- | ---------- | ---- |
| 1° | Antun Bonačić | Spalato XI | 5    |
| 2° | Ljubo Benčić  | Spalato XI | 3    |